# KNMI-Messmast Cabauw

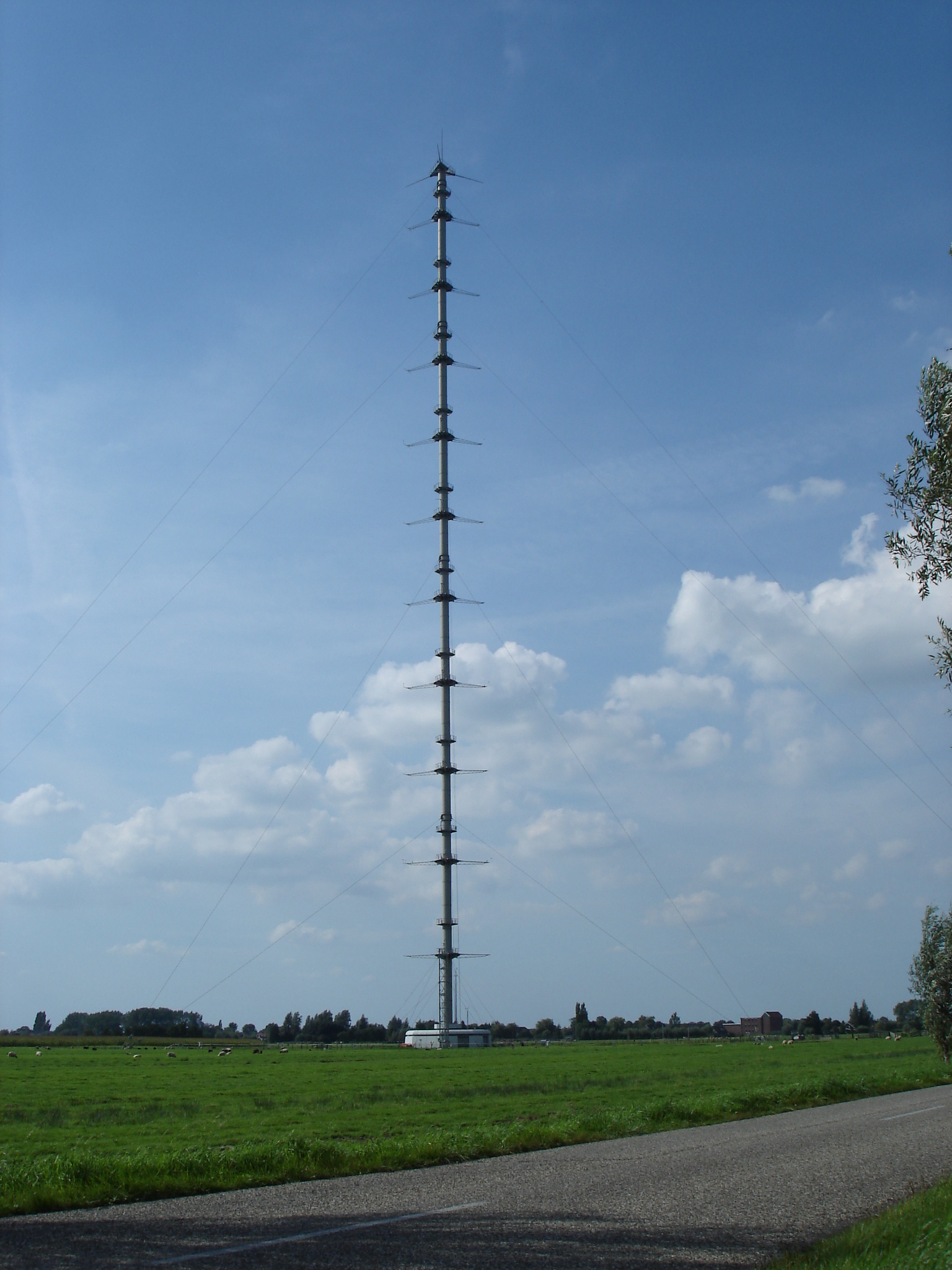
KNMI-Messmast Cabauw

Der KNMI-Messmast Cabauw ist ein 213 Meter hoher abgespannter Stahlrohrmast für meteorologische Messungen in der Nähe von Cabauw in der Provinz Utrecht. Er wird vom Königlich Niederländischen Meteorologischen Institut (KNMI) betrieben. Der nur wenige Kilometer südwestlich des Gerbrandyturms gelegene Mast wurde 1972 errichtet. Sein Fundament liegt 0,7 Meter unter dem Meeresspiegel. Der Mast ist mit 9,4 Meter langen Auslegern versehen, die hydraulisch eingeklappt werden können.